# 松原秀
松原 秀（まつばら しゅう、1981年8月27日 - ）は、日本の脚本家、放送作家。滋賀県彦根市出身、東京都中野区在住。
ラジオ番組のハガキ職人を経て脚本家・放送作家となり、主にお笑い番組やバラエティ番組、テレビアニメを手がけている。

## 略歴
素人時代は『ナインティナインのオールナイトニッポン』において下ネタを得意とする常連ハガキ職人として知られていた。その当時、番組のMCを務めるナインティナイン・岡村隆史の実家に押しかけたことで、一度「破門」になったこともあるが、のちに許されて食事を共にしたという。
その後、吉本総合芸能学院へ入学し、お笑い芸人を目指すも挫折。放送作家としての活動を始める。
作家としての活動当初はお笑い番組やバラエティ番組の脚本・構成を担っていたが、2015年からテレビアニメ『銀魂゜』の脚本を担当。続く『おそ松さん』では1話および3話の映像ソフト化が見送られ、お蔵入りとなったことで話題となる。ハガキ職人を経て作家になる者は多いが、松原のようにアニメの脚本家となる例は珍しい。『おそ松さん』で採用された理由として、松原自身は「ハガキ職人時代に見せた『ダメでもいい』という深夜の空気感への期待」と語り、キャラクターデザインを担当した浅野直之は「アニメに漬かっていないからではないか」としている。アニメ監督の藤田陽一とは、松原が参加したアニメ作品の多くで関わり合いがある。
東京アニメアワード2016の「アニメオブザイヤー」において、脚本・オリジナル原作賞を受賞した。
さらに実写映画『珍遊記』も手がけるなど、活躍の場を広げている。

## 参加作品

### アニメーション作品
2006年
- 秘密結社鷹の爪 （脚本協力）

2013年
- ぴったらず（OVA、脚本・演出）

2015年
- 怪獣酒場 カンパーイ!（脚本）
- 銀魂゜（-2016年、脚本）
- 森のおんがくだん（Webアニメ、シリーズ構成・脚本）
- おそ松さん（2015年 - 2016年、シリーズ構成・脚本）

2016年
- クラシカロイド（2016年 - 2017年、脚本）

2017年
- おそ松さん（第2期：2017年 - 2018年、シリーズ構成・脚本）

2019年
- えいがのおそ松さん（劇場アニメ、脚本）

2020年
- おそ松さん（第3期：2020年 - 2021年、シリーズ構成・脚本）

2022年
- おそ松さん〜ヒピポ族と輝く果実〜（劇場アニメ、脚本）

2023年
- おそ松さん〜魂のたこ焼きパーティーと伝説のお泊り会〜（劇場アニメ、脚本）

### テレビ番組
- エンタの神様（構成）
  - アンジャッシュ、東京03、キングオブコメディ[4]、桜塚やっくんなど
- 主演 さまぁ〜ず 〜設定 美容室〜（2010年、脚本）[4]
- 臨死!!江古田ちゃん（2011年、脚本）[14]
- AKB48コント「何もそこまで…」（2013 - 2014年、構成）[4]
- NMB48 げいにん!（2012 - 2014年、構成）[3]
- SKE48のエビフライデーナイト（2013年、構成）[3]
- 絶対笑者（2013 - 2014年、構成）[16]
- おぎやはぎと愉快な芸人（なかま）たち（2016年、構成）[5]

### ラジオ番組
- SCHOOL NINE（2010年、構成）[16]
  - 月曜日のパーソナリティである東京03を担当
- 裏方（超!A&G+、2020年 - 2022年、パーソナリティ）[19]
- 裏表　松原秀とモグライダー芝大輔（超!A&G+、2022年 -、パーソナリティ）[20]

### 実写映画
- 珍遊記（2016年、脚本）[14]

### その他
- 超人的シェアハウスストーリー『カリスマ』（2021年、キャラクターコンテンツ、原作） [21]

## 関連事項
- ナインティナインのオールナイトニッポン - 素人時代に投稿していた番組
- ハガキ職人
- 藤田陽一 - 松原が参加したテレビアニメで監督を務める